# Assassin's Creed III: Liberation
Assassin's Creed III: Liberation (conosciuto come Assassin's Creed III: Lady Liberty in Giappone) è un videogioco della saga di Assassin's Creed. Si tratta di uno spin-off creato e sviluppato da Ubisoft Sofia e Ubisoft Milano. Il videogioco è stato pubblicato per PlayStation Vita lo stesso giorno di Assassin's Creed III, il 31 ottobre 2012.
Il 14 gennaio 2014 è stata pubblicata una versione per PlayStation 3, Xbox 360 e PC, intitolata Assassin's Creed: Liberation HD. Assassin’s Creed: Liberation Remastered viene pubblicato in aggiunta di Assassin’s Creed III Remastered per PC, PlayStation 4 e Xbox One il 29 marzo 2019.

## Trama
Il gioco si svolge in Louisiana verso la fine della guerra franco-indiana intorno alla metà del diciottesimo secolo. Dopo la sconfitta della Francia, la città di New Orleans viene ceduta al governo spagnolo e i cittadini, sconvolti dalla transizione, sono costretti a subire una nuova occupazione delle truppe spagnole. Nel 1765 il governatore francese Jean-Jacques Blaise d'Abbadie riesce ad accordarsi con il templare Rafael Joaquín de Ferrer per mantenere la sua carica ma viene scoperto dall'assassina Aveline de Grandpré che dopo essersi infiltrata nel palazzo del governatore riesce ad assassinarlo.
Nel 1766, il templare Antonio de Ulloa, arrivato a New Orleans per servire come governatore spagnolo, lascia il controllo della zona ai francesi mentre due anni dopo egli istituisce una tratta segreta per trasportare schiavi in un cantiere templare in Messico.
Agaté, un assassino, ordina ad Aveline di uccidere de Ulloa per sradicare la presenza dei Templari a New Orleans. Aveline tende un'imboscata alla carrozza di de Ulloa e affronta il governatore, il quale le dice che gli schiavi erano stati presi a Chichén Itzá. Tuttavia, Aveline decide di lasciare vivo Ulloa a patto che egli lasci la città in cambio di un obiettivo utilizzato per decodificare i documenti Templari e una mappa che porta al cantiere Templare in Chichén Itzá. L'Atto di misericordia di Aveline distrugge ogni fiducia che Agaté aveva nella sua studentessa, dato che ella aveva disobbedito ai suoi ordini espliciti.
Aveline si traveste da schiavo diretto in il Messico e si dirige verso il cantiere dei Templari a Chichén Itzá. Arrivata sul luogo si imbatte in una schiava ribelle che le dice che Jeanne, la madre di Aveline, era di stanza a Chichén Itzá. Aveline indagando a fondo e scopre una pagina del diario di Jeanne e una mappa che portano a un manufatto che si trova all'interno di un cenote, un sistema di grotte dove ella trova delle rovine della Prima Civiltà e un frammento di un manufatto chiamato "Disco di Profezia".
Vázquez tenta di fermare Aveline ed i suoi alleati inviando dei soldati spagnoli per intercettarli, ma Aveline riesce a sconfiggere i soldati di Vazquez e riuscendo a far arrivare il gruppo a destinazione. Dopo il ritorno in città, Aveline, vestita con un abito nobildonna partecipa ad un ballo organizzato da un governatore, sperando di incontrare Vázquez durante la festa. Dopo aver parlato con numerosi ospiti, Vázquez la trova e le chiede di ballare, Aveline riesce ad assassinarlo ma tuttavia, con sua grande sorpresa, egli rivela che non è lui l'uomo dei Templari.
Aveline decide così di infiltrarsi Templari per poterli colpire dall'interno. Al suo ritorno a New Orleans, ella va alla Cattedrale di Saint Louis per dare la collana di Madeleine ad Agaté, dimostrandole così la sua lealtà, ed ella riesce ad organizzare la sua infiltrazione nei Templari. Aveline dà i suoi frammenti di Disco della Profezia a Madeleine, che si reca nella cattedrale e unisce i due pezzi con un terzo che permette di tenere i due frammenti insieme, tuttavia ella non riesce a dare un senso ai messaggi criptati contenuti al all'interno del disco. Aveline, intuendo che quello fosse il momento giusto per colpire, uccide tutti i templari presenti nella cattedrale, recupera Disco di Profezia e assassina Madeleine.
All'interno della cattedrale Aveline si reca all'altare dove era stato inserito il disco Profezia e collega il medaglione che porta al collo al manufatto, rivelando una registrazione olografica dettagli di un messaggio della Prima Civiltà che mostra l'elezione di Eva come il leader della ribellione durante la prima guerra civile.

## Modalità di gioco

Fotogramma del trailer

Un'importante novità di quest'episodio è la protagonista, un'assassina di nome Aveline De Grandpré, di origini franco-africane. Assassin's Creed III: Liberation è ambientato principalmente a New Orleans, ma è possibile visitare anche alcune zone circostanti al Golfo del Messico, tra gli anni 1765 e 1780. Il periodo storico è, quindi, quasi lo stesso di Assassin's Creed III e, anche se le ambientazioni saranno diverse, c'è la possibilità che la protagonista incontri Connor Kenway, personaggio principale del terzo episodio della serie, anche se lo spin-off non è collegato in alcun modo con la serie principale, soprattutto con Desmond Miles. Inoltre, i produttori hanno confermato che il gameplay è lo stesso di un Assassin's Creed "canonico", e si svolge in una mappa di gioco molto ampia, che il giocatore può esplorare per intero, senza attese di caricamento tra una zona ed un'altra. Un'altra notizia riguarda la presenza di animali selvaggi, infatti si possono incontrare alligatori nascosti in una palude, ed altre diverse specie del luogo. Aveline ha un mentore, un assassino di nome Agate, leader degli assassini di New Orleans. Il videogioco presenta anche una funzionalità cross-play, che permette di far interagire la versione portatile di PS Vita con quella casalinga di Assassin's Creed III per PS3, per sbloccare nuove armi, skin ed altri upgrade non ancora annunciati. Diversamente dal capitolo principale, in questo spin-off, non è inclusa la battaglia navale, una delle novità di Assassin's Creed III. Un'altra novità è che questo spin-off è il primo gioco di tutta la saga ad avere l'esplorazione subacquea, difatti Aveline in due missioni principali, ovvero "Il Segreto Del Cenote" e "Ritorno In Messico" , si ritrova a spostarsi sott'acqua in dei fiumi sotterranei; ovviamente, quando Aveline si trova sott'acqua, viene aggiunta nella parte bassa dello schermo una barra che indica quanto tempo l'assassina può trattenere il fiato, inoltre più veloce ella nuota, più velocemente l'indicatore del respiro diminuisce.

### Sistema di combattimento
La protagonista, Aveline, ha a disposizione un vasto arsenale di armi, con pistole, machete, cerbottane, granate e fucili, ed inoltre, per attaccare i nemici, non è più necessario "bloccarli" con l'apposita azione.

### Multigiocatore
Assassin's Creed III: Liberation ha una modalità multigiocatore, studiata appositamente per PlayStation Vita, che include alcune caratteristiche esclusive della console portatile, come i borseggi, che sfruttano il TouchScreen, e il TouchPad posteriore della stessa console.

## Accoglienza

### Critica
L'accoglienza per Assassin's Creed III: Liberation è stata contrastante. Il sito aggregatore di recensioni Metacritic ha assegnato un punteggio di 70/100 sulla base di 71 recensioni, indicando "recensioni miste o nella media".
Shaun McInnis, revisore di GameSpot, ha assegnato al gioco un punteggio di 6,5/10, elogiando la protagonista come "...una donna nata dalla storia d'amore tra un padre ricco e una madre schiava, qualcuno che ha superato la sua incerta educazione per trovare un nuova vita nella Confraternita degli Assassini". McInnis ha anche elogiato l'ambientazione, scrivendo "...una versione brillante della New Orleans del XVIII secolo, che riflette magnificamente il diverso ambiente culturale formatosi negli anni di attività come porto commerciale francese". Tuttavia, ha anche scritto che il gioco "spreca le sue idee più singolari... Liberation trae poco vantaggio dal proprio formato narrativo" e che la trama è "in gran parte senza scopo e consegnata frettolosamente".
Greg Miller di IGN ha dichiarato: "Le mosse e le uccisioni che ti aspetteresti sono qui, ma la storia è ridotta in modo che sia facile entrare e uscire. Questo toglie parte dell'eccitazione nel giocarci", dandogli 7.2 su 10. Nell'aprile 2020 Game Informer ha classificato il gioco come il 13° miglior gioco della serie Assassin's Creed fino ad oggi, la voce più bassa dell'elenco.